# Løgkarse (slægt)
Løgkarse (Alliaria) er en slægt med ca. 14 arter, der er udbredt i Europa, Nordafrika og Vestasien. Desuden er nogle af arterne naturaliseret i Nordamerika. Det er urteagtige planter med opret vækst, spredte blade og hvide, 4-tallige blomster. Frugterne er skulper med mange frø. Her omtales kun den ene art, som er vildtvoksende i Danmark.
| Arter |

- Løgkarse (Alliaria petiolata)